# جيك فيلبس
جيك فيلبس (بالإنجليزية: Jake Phelps)‏ هو متزلج لوحي أمريكي، ولد في 24 سبتمبر 1962 في سان فرانسيسكو في الولايات المتحدة، وتوفي بنفس المكان في 14 مارس 2019.

## وصلات خارجية
- جيك فيلبس على موقع IMDb (الإنجليزية)
- جيك فيلبس على موقع قاعدة بيانات الفيلم (الإنجليزية)